# 23 décembre 1967
Le 23 décembre 1967 est le 357e jour de l'année 1967 du calendrier grégorien. Il s'agit d'un samedi.

## Événements

### Culture
- Sortie aux États-Unis du single She's a Rainbow / 2000 Light Years from Home, des Rolling Stones.
- Diffusion en France du premier épisode du feuilleton télévisé Jean de la Tour Miracle.
- Diffusion au Royaume-Uni de la première partie de l'épisode The Enemy of the World de la série télévisée Doctor Who.

### Sport
- Dans le cadre des éliminatoires du championnat d'Europe de football 1968, la France bat le Luxembourg par 3 buts à 1 et l'Italie bat la Suisse par 4 buts à 0.
- En football américain, les Packers de Green Bay battent les Rams de Los Angeles par 28 à 7 dans la finale de la conférence Ouest de la saison NFL 1967.
- Première journée des seizièmes de finale de la Coupe d'Algérie de football 1967-1968.

## Naissances
- Carla Bruni-Sarkozy, chanteuse et mannequin franco-italienne
- Otis Grant, boxeur jamaïcain
- Jérôme Meizoz, écrivain et critique littéraire suisse

## Décès
- Lambert De Maere, homme politique belge (70 ans)
- David McLean, footballeur écossais (80 ans)
- Marie Noël, écrivain française (84 ans)
- Alfredo Pacini, cardinal italien (79 ans)
- Kaaren Verne, actrice américaine (49 ans)